# Kazimierz Roszko
Kazimierz Roszko (ur. 9 lutego 1916 we Lwowie, zm. 15 grudnia 1987 w Chicago) – ksiądz katolicki, trirytualista, armenista.

## Życiorys
Pochodził z rodziny ormiańskiej. Syn Michała i Marii zd. Scheider, brat Franciszka, który w 1939 roku w szeregach 19 pułku piechoty poległ w bitwie nad Bzurą, oraz Marii Roszko-Roszkiewicz. Stryj pisarza Janusza Roszki. W okresie międzywojennym studiował w Papieskim Kolegium Ormiańskim w Rzymie. W 1938 roku przyjął święcenia kapłańskie z rąk arcybiskupa Sarkisa Der-Abrahamiana w obrządku ormiańskim.
Od 1938 roku był wikariuszem w parafii ormiańskiej w Stanisławowie. Od 1942 pełnił funkcję proboszcza w parafii ormiańskiej w Horodence. W czasie II wojny światowej działał w konspiracji i organizował tajne nauczanie.
W 1945 roku został przesiedlony na Śląsk. Początkowo mieszkał w Pyskowicach, później w Gliwicach. W latach 1945–1964 administrował, za zgodą władz kościelnych kościołem Trójcy Świętej w Gliwicach, przy którym zorganizował duszpasterstwo dla diaspory Ormian w południowej Polsce.
W 1959 roku ukończył studia na Uniwersytecie Jagiellońskim w Krakowie i został lektorem języka ormiańskiego na tej uczelni. W 1964 roku został zmuszony do wyjazdu z Polski. Na emigracji pracował jako ksiądz obrządku łacińskiego w Rzymie, we Florencji i w Paryżu. Współpracował z zakonami dominikanów i benedyktynów. Ostatecznie osiadł w Stanach Zjednoczonych Ameryki.
Nie mając możliwości pracy duszpasterskiej wśród polskich Ormian, przeszedł na obrządek bizantyjsko-ukraiński i został inkardynowany do diecezji greckokatolickiej św. Mikołaja w Chicago. Wstąpił do Wspólnoty św. Andrzeja. Przez kilka lat przebywał w Izraelu, gdzie uczestniczył w misji unickiej. W czasie pobytu w Ziemi Świętej opiekował się kaplicą Chrystusa Młodzieńca w Nazarecie.
W latach 1982–1987 był proboszczem parafii greckokatolickiej w Knosc. 

## Praca naukowa
Przez większą część życia prowadził badania naukowe, których tematem były dialekty języka ormiańskiego na Kresach Wschodnich. Był autorem wielu publikacji naukowych w języku polskim, angielskim, francuskim i włoskim z zakresu filologii ormiańskiej.

## Publikacje
- Katalog rękopisów ormiańskich i gruzińskich (1950)
- Pod Araratem i Kazbekiem (1962)
- Les Arméniens de Kuty (1964)
- A classical Armenian grammar (1970)